# Piriproxifeno
O piriproxifeno  é um pesticida baseado na piridina e efetivo contra diversos artrópodes. Fabricado pelas empresas Sumitomo Chemical Co., Ltd.,, Syngenta e BePharm Ltd., nos Estados Unidos, é vendido sob o nome comercial Nylar; na Europa, sob os nomes de Cyclio (Virbac) e Exil Flea Free TwinSpot (Emax). No Brasil, o produto é comercializado  com nome  de Tiger 100 CE, sendo usado para proteger plantações de algodão, entre muitas outras, contra moscas da famíla Aleyrodidae  e outros insetos sugadores.
Tem sido usado também como larvicida, no controle do mosquito Aedes aegypti, vetor de viroses, como dengue, chicungunha e febre Zika por meio dos fumacês.

## Boatos envolvendo piriproxifeno e microcefalia

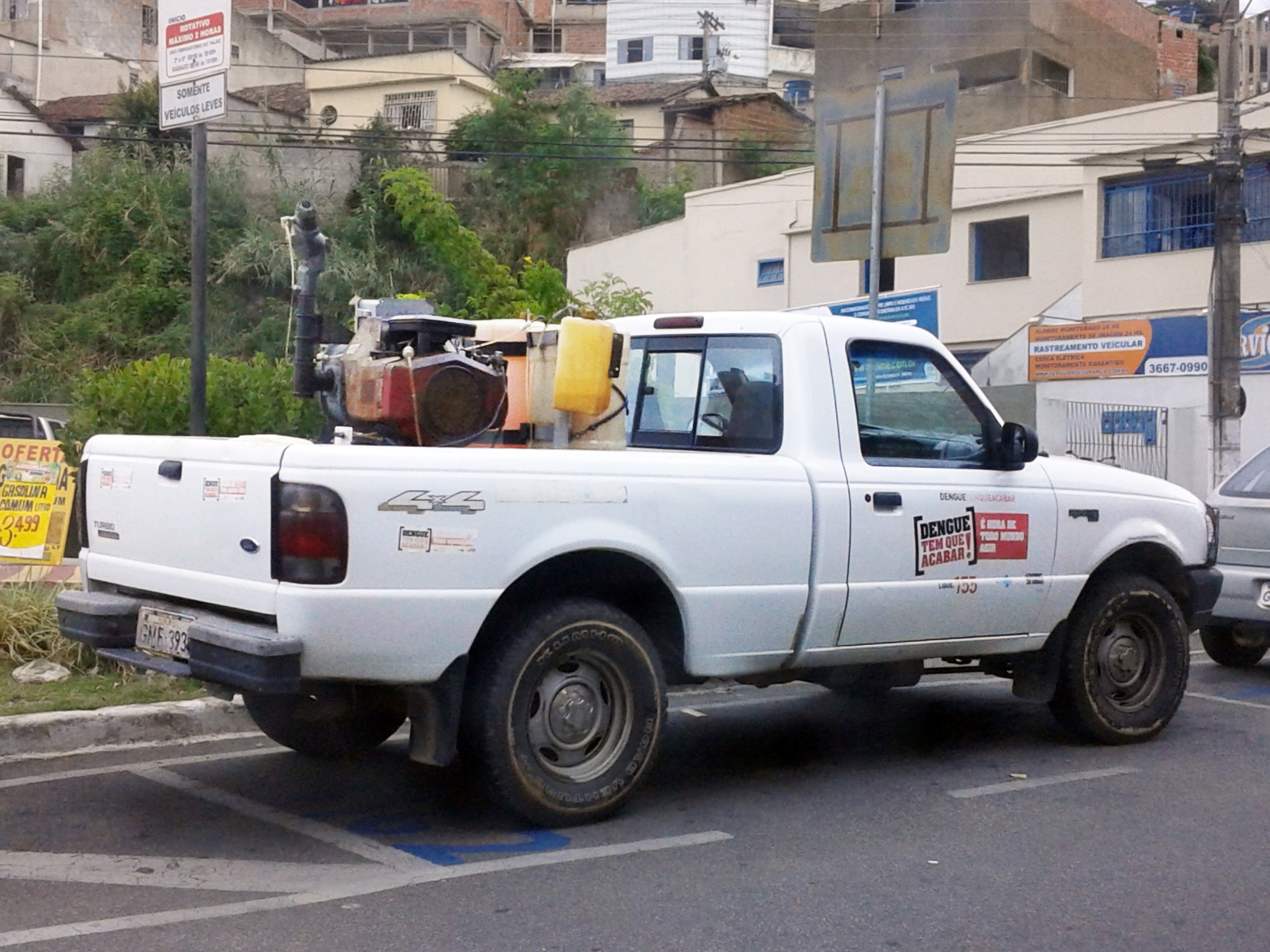
Carro fumacê usado para a dispersão do piriproxifeno contra o Aedes aegypti durante uma epidemia de dengue em Coronel Fabriciano, no Brasil.

Em fevereiro de 2016, a Associação Brasileira de Saúde Coletiva (Abrasco) divulgou uma nota técnica sobre a microcefalia e sua possível relação com doenças cujo vetor é o Aedes aegypti. Nessa nota, a Abrasco alertou sobre possíveis riscos associados ao uso do piriproxifeno como larvicida (geralmente adicionado a reservatórios e caixas de água), para combater a proliferação do mosquito.
A nota suscitou algumas interpretações alarmistas que foram posteriormente desautorizadas pela Abrasco. Em comunicado à imprensa, a Associação esclareceu que "em momento nenhum afirmou que os pesticidas, larvicidas ou outro produto químico sejam responsáveis pelo aumento do número de casos de microcefalia no Brasil", mas que "todas as hipóteses devem ser investigadas".
De acordo com a Organização Mundial da Saúde, a toxicidade do piriproxifeno tem sido estudada em ratos e coelhos.  Em ratos, o piriproxifeno mostrou-se de baixa toxicidade e não teratogênico.
Em uma análise de 2016 de especialistas australianos, embora não houvesse evidências conclusivas até aquele momento de que o vírus Zika seja, de fato, responsável pelo aumento da incidência de microcefalia no Brasil, a hipótese do piriproxifeno "simplesmente não é plausível." O Rio Grande do Sul por via das dúvidas baniu o larvicida.
O consenso científico é que o causador da microcefalia era, de fato, o vírus Zika.